# جامعة أثاباسكا
جامعة أثاباسكا هي جامعة عامة في كندا تأسست عام 1970. تقع في مدن أثاباسكا، كالغاري، إدمونتون.

## إحصائيات
يبلغ عدد طلاب الجامعة 40,722 طالب، منهم 4,100 طالب دراسات عليا.

## وصلات خارجية
- الموقع الرسمي